# Payman Maadi
Payman Maadi, también conocido como Peyman Moaadi, (en persa: پیمان مَعادی‎) es un  actor, guionista y director estadounidense. Más conocido por ser el protagonista de las películas Separación y Sobre Elly del director Asghar Farhadi y la película dramática independiente Camp X-Ray. Por su papel en Separación, ganó el Oso de Plata al Mejor Actor en el año 2011.

## Carrera
Maadi comenzó su carrera cinematográfica como guionista a finales del año 2000 con la película Swan Song. Más tarde escribió varias renombradas películas iraníes. Comenzó su carrera actuando en la película Acerca de Elly (2009) de Asghar Farhadi.
Dos años más tarde, recibió el premio Oso de Plata al Mejor Actor como protagonista en el Festival de Cine de Berlín por su actuación de Nader en Separación (2011). Formó parte del elenco del drama indie Camp X-Ray, el cual fue aceptado en la sección de competición dramática U.S. del Festival de Cine de Sundance y fue estrenado el 17 de octubre de 2014. Maadi también participó en la serie de televisión  The Night Of de HBO.
En 2014 fue miembro del jurado del 17 de Shanghai International Film Festival.
2023. Protagonizó la película sueca Opponent, seleccionada por Suecia para representar al país en los Premios Oscar 2024.

## Filmografía
| Año  | Película                                  | Como     | Como      | Como  | Notas                  |
| Año  | Película                                  | Director | Guionista | Actor | Notas                  |
| ---- | ----------------------------------------- | -------- | --------- | ----- | ---------------------- |
| 2000 | Swan Song                                 | No       | Sí        | No    | junto a Saeed Assadi   |
| 2002 | Thirst                                    | No       | Sí        | No    | Diseñador de vestuario |
| 2004 | Coma                                      | No       | Sí        | No    |                        |
| 2006 | Cafe Setareh                              | No       | Sí        | No    |                        |
| 2006 | Wedding Dinner                            | No       | Sí        | No    | Director Asesor        |
| 2007 | Lipstick                                  | Sí       | Sí        | No    | cortometraje           |
| 2009 | About Elly                                | No       | No        | Sí    |                        |
| 2011 | Mourning                                  | No       | No        | Sí    |                        |
| 2011 | A Separation                              | No       | No        | Sí    |                        |
| 2013 | The Snow on the Pines                     | Sí       | Sí        | No    |                        |
| 2014 | Camp X-Ray                                | No       | No        | Sí    |                        |
| 2014 | Melbourne                                 | No       | No        | Sí    |                        |
| 2014 | Tales                                     | No       | No        | Sí    |                        |
| 2015 | Last Knights                              | No       | No        | Sí    |                        |
| 2016 | 13 Hours: The Secret Soldiers of Benghazi | No       | No        | Sí    |                        |
| 2016 | The Night Of                              | No       | No        | Sí    |                        |
| 2016 | Window Horses                             | No       | No        | Sí    | Voz                    |
| 2019 | 6 Underground                             | No       | No        | Sí    |                        |
| 2020 | árbol de nueces                           | No       | No        | Sí    |                        |

## Premios
| Año  | Premio                                   | Categoría                                                   | trabajo Nominado      | Resultado |
| ---- | ---------------------------------------- | ----------------------------------------------------------- | --------------------- | --------- |
| 2011 | Asia Pacific Screen Awards               | Mejor Actor                                                 | Separación            | Nominado  |
| 2011 | Village Voice Film Poll                  | Mejor Actor                                                 | Separación            | Nominado  |
| 2011 | International Cinephile Society Awards   | Mejor Actor                                                 | Separación            | Ganador   |
| 2011 | Festival de Cine de Berlín               | Oso de plata al Mejor Actor                                 | Separación            | Ganador   |
| 2013 | Festival Internacional de Cine de Fayr   | Premio del público a la Mejor Película (con Jamal Sadatian) | The Snow on the Pines | Ganador   |
| 2013 | Festival Internacional de Cine de Fayr   | Mejor Director                                              | The Snow on the Pines | Nominado  |
| 2014 | Festival Internacional de Cine de Vesoul | Golden Wheel                                                | The Snow on the Pines | Nominado  |
| 2014 | Festival Internacional de Cine de Erbil  | Mejor Director                                              | The Snow on the Pines | Ganador   |
| 2016 | Festival Internacional de Cine de Fayr   | Crystal Simorgh al Mejor Actor                              | Life and a Day        | Nominado  |
| 2016 | House of Cinema                          | Mejor Actor                                                 | Life and a Day        | Ganador   |